# نونو أندريه كويلو
نونو أندريه كويلو (بالبرتغالية: Nuno André da Silva Coelho) هو لاعب كرة قدم برتغالي، ولد في 7 يناير 1986 في بينفايل في البرتغال. شارك مع منتخب البرتغال تحت 20 سنة لكرة القدم ومنتخب البرتغال تحت 21 سنة لكرة القدم. أما مع النوادي، فقد لعب مع إستريلا دا أمادورا وسبورتينغ براغا وسبورتينغ كانساس سيتي وسبورتينغ لشبونة وستاندارد لييج ونادي بورتو.

## وصلات خارجية
- نونو أندريه كويلو على موقع الاتحاد الأوربي (الإنجليزية)
- نونو أندريه كويلو على موقع اتحاد تركيا (لاعب) (الإنجليزية)
- نونو أندريه كويلو على موقع الدوري الأمريكي (الإنجليزية)
- نونو أندريه كويلو على موقع قاعدة بيانات كرة القدم.إي يو (الإنجليزية)
- نونو أندريه كويلو على موقع Soccerway.com (الإنجليزية)
- نونو أندريه كويلو على موقع عالم كرة القدم.نت (الإنجليزية)
- نونو أندريه كويلو على موقع AS.com (الإسبانية)